# Bolimowska Wieś
Bolimowska Wieś est une localité polonaise de la gmina de Bolimów, située dans le powiat de Skierniewice en voïvodie de Łódź.